# Nino Bazzetta de Vemenia
Nino Bazzetta da Vemenia (Novara, 12 novembre 1880 – Novara, 26 giugno 1951) è stato un giornalista e scrittore italiano.

## Biografia
Bazzetta nacque il 12 novembre 1880 dalla nobildonna Fanny Princisvalle Lampugnani e dal tenente colonnello Giulio Gerolamo. Dopo gli studi a Domodossola, nel collegio Mellerio-Rosmini, Bazzetta s'iscrisse nel 1899 alla facoltà di legge presso l'Università di Torino, conseguendo la laurea il 10 dicembre 1904. Divenne però giornalista, fondando e dirigendo il giornale La libertà; alla morte del padre, avvenuta nel 1906, Bazzetta subentrò in alcune cariche pubbliche, tra cui la direzione del museo e della biblioteca della Fondazione Galletti. Dopo la chiusura della Libertà passò al Corriere dell'Ossola e poi al settimanale Sempione. A causa di alcune querele, sfociate in condanne giudiziarie, lasciò l'Ossola e nel 1923 pubblicò I Savoia e le donne. Nel libro si metteva in dubbio la regalità di Vittorio Emanuele II, figlio, secondo Bazzetta, del macellaio fiorentino Gaetano Tiburzi. Nel 1928 pubblicò un libro su Rosa Vercellana; l'anno dopo Bazzetta sposò Piera Campo, ostetrica di Novara. Il matrimonio terminò dopo soli sei mesi, ma i rapporti di amicizia tra i due continuarono negli anni, documentati anche da un fitto scambio epistolare tra i due. Bazzetta avrebbe voluto che la sua ex moglie curasse il suo archivio personale, che lui stava cercando di costruire e che dovette invece vendere poco alla volta per motivi finanziari. Piera Campo acquistò poco a poco i volumi, evitando la dispersione di questo patrimonio. Bazzetta continuò l'attività giornalistica e dopo la morte della madre, nel 1939, iniziò a vagabondare. Nel 1941 comunicò alla stampa di essere in possesso delle memorie scritte di don Giulio Ratti, che svelava notizie inedite sulle vite di Manzoni, Rosmini e D'Azeglio; non riuscì mai a pubblicarlo. Si scoprì poi nel 1954, che il manoscritto era un falso, scritto dallo stesso Bazzetta. Sepolto a Novara, la sua salma venne successivamente esumata e traslata presso il cimitero di Omegna.

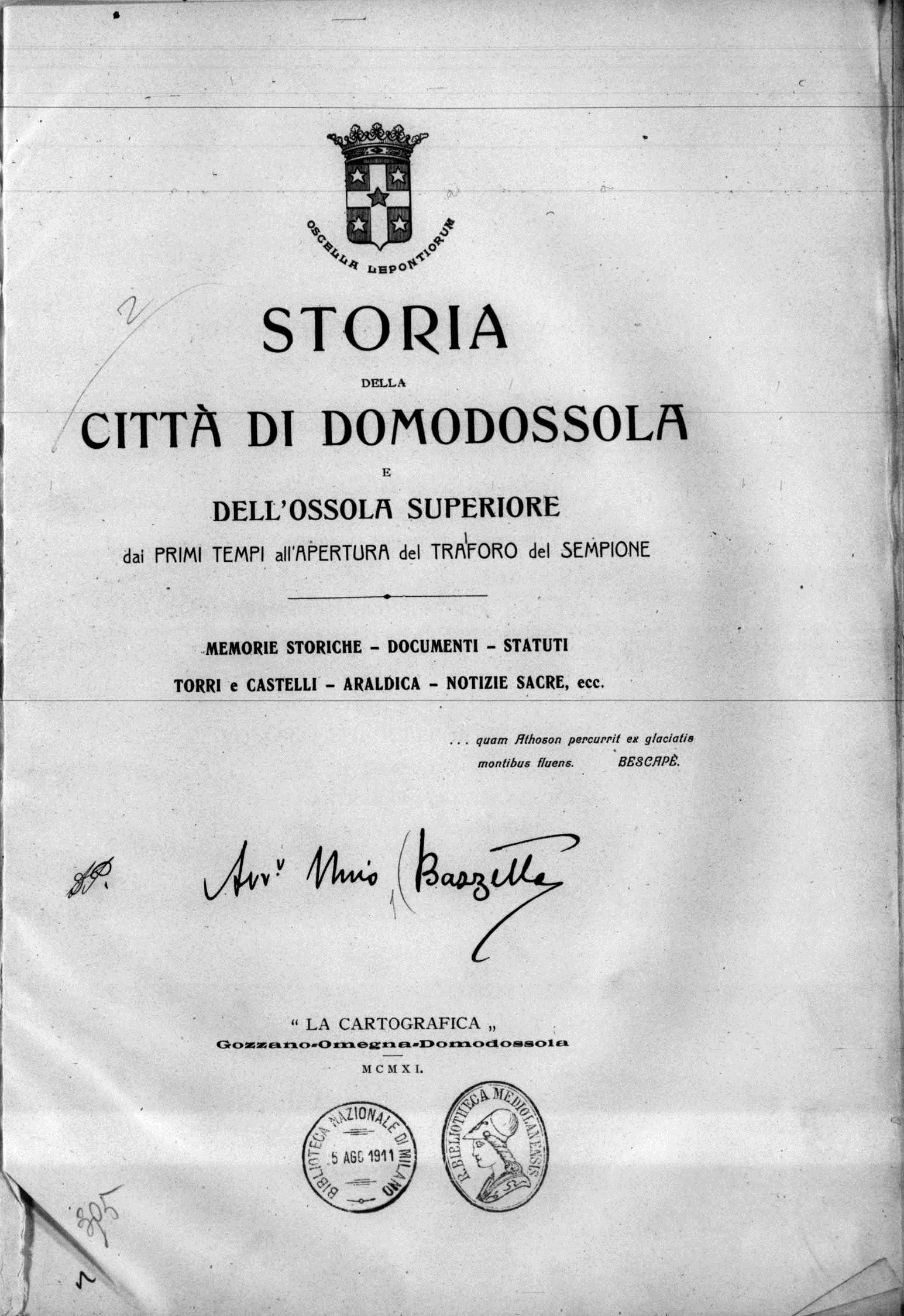
Storia della Città di Domodossola e dell'Ossola superiore, 1911

## Selezione delle sue opere
- Storia della Città di Domodossola e dell'Ossola superiore, Gozzano, La Cartografica, 1911.
- Gli amori dei laghi. Cronache e memorie mondane milanesi sulle ville dei laghi lombardi, Bocca, Milano 1912.
- Il Borgo di Omegna e suo Contado (1914)
- Il patriziato milanese: passioni, stravaganze, tipi, aneddoti, profili (1920)
- Cento anni di vita galante e intima milanese, Bocca, Milano 1921.
- Milano intima, Rusconi & Bajetti, 1923.
- I Savoia e le donne (1923)
- Venus imperatrix. Le cortigiane lombarde, La Cisalpina, Novara 1930.
- I caffè storici d'Italia (1939)
- La papessa Giovanna nella leggenda e nella storia (inedito)
- Augusta Lepontiorum (inedito)
- La Madonna delle Rose (inedito)
- Ballerine d'Italia, memorie di palco e d'alcova (inedito)